# Chenango Bridge
Chenango Bridge – jednostka osadnicza w Stanach Zjednoczonych, w stanie Nowy Jork, w hrabstwie Broome.